# Caldas Rugby Clube
Le Caldas Rugby Clube est un club portugais de rugby à XV basé à Caldas da Rainha.
Le club évolue au deuxième niveau du rugby portugais, le Championnat du Portugal de deuxième division de rugby à XV ou Campeonato Nacional de I Divisião.